# Clavilithes
Clavilithes is een geslacht van uitgestorven mollusken, dat leefde van het Paleoceen tot het Plioceen.

## Beschrijving
Deze zeeslak had een spoelvormige, duidelijk getrapte schelp, dankzij de platte nok op de gladde windingen, die waren bezet met enkele spiraallijnen. De laatste omgang was meestal bekervormig met een ovale mondopening. De lengte van de schelp bedroeg ongeveer 12 cm.

## Leefwijze
Dit carnivore, mariene geslacht bewoonde warme, matige tot diepe zeeën op zand-, slib- en modderbodems.

## Soorten
- Clavilithes philmaxwelli Beu & B. A. Marshall, 2011 †
- Clavilithes protexta (Conrad, 1833) †